# لوكا إيليك
لوكا إيليك (بالسيريلية الصربية: Лука Илић) هو لاعب كرة قدم صربي، ولد في 2 يوليو 1999 في نيش في صربيا. لعب مع ناك بريدا.

## وصلات خارجية
- لوكا إيليك على موقع الاتحاد الأوربي (الإنجليزية)
- لوكا إيليك على موقع قاعدة بيانات كرة القدم.إي يو (الإنجليزية)
- لوكا إيليك على موقع ليكيب (الفرنسية)
- لوكا إيليك على موقع ناشيونال فوتبول تيمز (الإنجليزية)
- لوكا إيليك على موقع Soccerbase.com (لاعب) (الإنجليزية)
- لوكا إيليك على موقع Soccerway.com (الإنجليزية)
- لوكا إيليك على موقع عالم كرة القدم.نت (الإنجليزية)